# Noale
Noale est une commune italienne de la ville métropolitaine de Venise, dans la région Vénétie.

## Économie
Noale est le siège du constructeur de motos Aprilia faisant partie du groupe Piaggio.

## Personnalités
- Felice Polanzani (1700 - après 1783), graveur né à Noale où une rue porte son nom.
- Silvio Celeghin, né à Noale, pianiste, claveciniste, organiste et professeur de musique classique.

## Administration
| Période                                  | Période | Identité | Étiquette | Qualité |
| ---------------------------------------- | ------- | -------- | --------- | ------- |
|                                          |         |          |           |         |
| Les données manquantes sont à compléter. |         |          |           |         |

### Hameaux
Briana, Cappelletta, Moniego.

### Communes limitrophes
Massanzago, Mirano, Salzano, Santa Maria di Sala, Scorzè, Trebaseleghe.